# Amauromorpha tricolor
Amauromorpha tricolor är en stekelart som först beskrevs av Morley 1913.  Amauromorpha tricolor ingår i släktet Amauromorpha och familjen brokparasitsteklar. Inga underarter finns listade i Catalogue of Life.